# 976
| [ Edytuj tabelę ]              |                                                             |
| Książę Polski                  | - 960 Mieszko I 992                                         |
| Król Anglii                    | - 975 Edward Męczennik 978                                  |
| Hrabia Aragonii i król Nawarry | - 970 Sancho II 994                                         |
| Hrabia Barcelony               | - 947 Borrell II 992                                        |
| Książę Bawarii                 | - 955 Henryk II Kłótnik 976 - 976 Otton I Szwabski 982      |
| Książę Burgundii               | - 965 Odo-Henryk 1002                                       |
| Cesarz Bizancjum               | - 969 Jan I Tzimiskes 976 - 976 Bazyli II Bułgarobójca 1025 |
| Car Bułgarii                   | - 976 Samuel Komitopul 1014                                 |
| Cesarz Chin                    | - 960 Song Taizu 976 - 976 Song Taizong 997                 |
| Książę Czech                   | - 972 Bolesław II Pobożny 999                               |
| Król Danii                     | - 958 Harald Sinozęby 987                                   |
| Władca Egiptu                  | - 975 Al-Aziz 996                                           |
| Król Franków zachodnich        | - 954 Lotar 986                                             |
| Król Gruzji                    | - 961 Dawid III 1001                                        |
| Hrabia Holandii                | - 939 Dirk II 988                                           |
| Cesarz Japonii                 | - 969 En’yū 984                                             |
| Kalif                          | - 974 At-Ta’i 991                                           |
| Hrabia Kastylii                | - 970 Garcia I Fernandez 995                                |
| Król Khmerów                   | - 968 Dżajawarman V 1001                                    |
| Wielki książę Kijowa           | - 972 Jaropełk I 978                                        |
| Patriarcha Konstantynopola     | - 974 Antoni III Studyta 980                                |
| Władca Korei                   | - 975 Kyŏngjong 981                                         |
| Król Leónu                     | - 966 Ramiro III 984                                        |
| Król Norwegii                  | - 961 Harald II Szara Opończa 976 - 974 Harald Sinozęby 987 |
| Hrabia Palatynatu              | - 945 Hermann Pusillus 994                                  |
| Papież                         | - 974 Benedykt VII 983                                      |
| Hrabia Portugalii              | - 950 Gonçalo Mendes 999                                    |
| Cesarz Rzymski (niemiecki)     | - 973 Otton II 983                                          |
| Książę Saksonii                | - 973 Bernard I 1011                                        |
| Król Szkocji                   | - 971 Kenneth II 995                                        |
| Król Szwecji                   | - 970 Eryk Zwycięski 995                                    |
| Doża Wenecji                   | - 959 Pietro IV Candiano 976 - 976 Piotr Orseolo 978        |
| Książę Węgier                  | - 970 Gejza 997                                             |
| Cesarz Wietnamu                | - 968 Đinh Bộ Lĩnh 979                                      |

Rok 976 / CMLXXVI
stulecia: IX wiek ~
X wiek ~
XI wiek

lata: 966 «
971 «
972 «
973 «
974 «
975 «
976
» 977
» 978
» 979
» 980
» 981
» 986

## Wydarzenia na świecie
- Azja/Europa
  - 10 stycznia – Bazyli II Bułgarobójca został cesarzem Bizancjum.
- Europa
  - 11 sierpnia – Republika Wenecka, powstanie przeciwko doży Pietro IV Candiano, pożar zniszczył Bazylikę św. Marka  i Pałac Dożów
  - usamodzielnienie się Księstwa Karyntii

## Urodzili się
- Sanjō, cesarz Japonii

## Zmarli
- 10 stycznia - cesarz Jan I Tzimiskes
- 11 czerwca - Pietro IV Candiano, doża Wenecji (ur. ?)
- ok. 28 czerwca - Gero - arcybiskup Kolonii (ur. ok. 900)